# Santa Terezinha (Pernambuco)
Santa Terezinha es un municipio brasileño del estado de Pernambuco. Tiene una población estimada al 2020 de 11 865 habitantes.
Conocida por su producción de castaña de caju, siendo la principal productora de este producto en la región, otra peculiaridad que la hace famosa es la tradicional fiesta de !João Pedro" una de las mayores  festividades juninas del norte de Pernambuco.
El nombre del municipio es un homenaje a la patrona de la ciudad, Santa Teresita. La mayoría de la población es adepta la religión católica pero hay varias iglesias protestantes.

## Historia
La población del sector tuvo inicio en la localidad denominada Caldeirão das Bestas y las tierras fueron donadas por el señor Virgulino José da Silva en el año 1928.
Los primeros habitantes de la población fueron los agricultores: Virgulino José da Silva, Joaquim Martins, Joaquim Romão, José David de Vasconcelos, José Alves de Melo y José Romão de Araújo. 
La primera misa celebrada en la población fue en 1929, por el padre Sebastião Rabelo, vicário de la parroquia de São José do Egito. Hoy la iglesia se encuentra en el mismo local donde fue construida la capilla inicial, teniendo como patrona a Santa Teresita.